# Ward Windhausen
Ward Windhausen (1949) is een Nederlands schilder, graficus en galeriehouder

## Levensloop
Hij is een zoon van de schilder Fons Windhausen en behoort tot de vierde generatie van de kunstenaarsfamilie Windhausen. Hij kreeg zijn eerste opleiding binnen de familie en volgde van 1967 tot 1969 de opleiding publiciteit en grafische vakken aan de Stadsacademie voor Beeldende Kunsten in Maastricht en van 1974 tot 1975 de opleiding edelsmeden ook aan de Stadsacademie in Maastricht. In 1983 startte hij een galerie voor Limburgse schilderkunst en kunstuitleen aan de Markt in Roermond. Deze galerie bevindt zich tegenwoordig in de Voorstad St. Jacob, waar Windhausen ook woont en zijn atelier heeft.
In 2014 vond in de ECI Cultuurfabriek in Roermond de tentoonstelling Onherstelbaar HEEL plaats met werk van Windhausen en gedichten van de Eindhovense stadsdichter Merel Morre. Deze tentoonstelling was geïnspireerd op de DSM-5, een Amerikaans handboek over geestesziekten.

## Stamboom
|                               |                               |                               |                               |                               |                               |  |  |                            |                            |                            |                            | Peter Heinrich Windhausen 1832-1903 |                            |  |  |                             |                             |                             |                             |                             |                             |  |  |                               |                               |                               |                               |                               |                               |  |  |  |  |  |  |  |  |  |  |  |  |  |  |  |  |  |  |  |  |  |  |  |  |  |  |
|                               |                               |                               |                               |                               |                               |  |  |                            |                            |                            |                            |                                     |                            |  |  |                             |                             |                             |                             |                             |                             |  |  |                               |                               |                               |                               |                               |                               |  |  |  |  |  |  |  |  |  |  |  |  |  |  |  |  |  |  |  |  |  |  |  |  |  |  |
|                               |                               |                               |                               |                               |                               |  |  |                            |                            |                            |                            |                                     |                            |  |  |                             |                             |                             |                             |                             |                             |  |  |                               |                               |                               |                               |                               |                               |  |  |  |  |  |  |  |  |  |  |  |  |  |  |  |  |  |  |  |  |  |  |  |  |  |  |
| Heinrich Windhausen 1857-1920 | Heinrich Windhausen 1857-1920 | Heinrich Windhausen 1857-1920 | Heinrich Windhausen 1857-1920 | Heinrich Windhausen 1857-1920 | Heinrich Windhausen 1857-1920 |  |  | Albin Windhausen 1863-1946 | Albin Windhausen 1863-1946 | Albin Windhausen 1863-1946 | Albin Windhausen 1863-1946 | Albin Windhausen 1863-1946          | Albin Windhausen 1863-1946 |  |  | Joseph Windhausen 1865-1936 | Joseph Windhausen 1865-1936 | Joseph Windhausen 1865-1936 | Joseph Windhausen 1865-1936 | Joseph Windhausen 1865-1936 | Joseph Windhausen 1865-1936 |  |  | Paul Windhausen sr. 1871-1944 | Paul Windhausen sr. 1871-1944 | Paul Windhausen sr. 1871-1944 | Paul Windhausen sr. 1871-1944 | Paul Windhausen sr. 1871-1944 | Paul Windhausen sr. 1871-1944 |  |  |  |  |  |  |  |  |  |  |  |  |  |  |  |  |  |  |  |  |  |  |  |  |  |  |
| Heinrich Windhausen 1857-1920 | Heinrich Windhausen 1857-1920 | Heinrich Windhausen 1857-1920 | Heinrich Windhausen 1857-1920 | Heinrich Windhausen 1857-1920 | Heinrich Windhausen 1857-1920 |  |  | Albin Windhausen 1863-1946 | Albin Windhausen 1863-1946 | Albin Windhausen 1863-1946 | Albin Windhausen 1863-1946 | Albin Windhausen 1863-1946          | Albin Windhausen 1863-1946 |  |  | Joseph Windhausen 1865-1936 | Joseph Windhausen 1865-1936 | Joseph Windhausen 1865-1936 | Joseph Windhausen 1865-1936 | Joseph Windhausen 1865-1936 | Joseph Windhausen 1865-1936 |  |  | Paul Windhausen sr. 1871-1944 | Paul Windhausen sr. 1871-1944 | Paul Windhausen sr. 1871-1944 | Paul Windhausen sr. 1871-1944 | Paul Windhausen sr. 1871-1944 | Paul Windhausen sr. 1871-1944 |  |  |  |  |  |  |  |  |  |  |  |  |  |  |  |  |  |  |  |  |  |  |  |  |  |  |
| Paul Windhausen 1892-1945     | Paul Windhausen 1892-1945     | Paul Windhausen 1892-1945     | Paul Windhausen 1892-1945     | Paul Windhausen 1892-1945     | Paul Windhausen 1892-1945     |  |  | Fons Windhausen 1901-1973  | Fons Windhausen 1901-1973  | Fons Windhausen 1901-1973  | Fons Windhausen 1901-1973  | Fons Windhausen 1901-1973           | Fons Windhausen 1901-1973  |  |  |                             |                             |                             |                             |                             |                             |  |  | Paul Windhausen jr. 1903-1944 | Paul Windhausen jr. 1903-1944 | Paul Windhausen jr. 1903-1944 | Paul Windhausen jr. 1903-1944 | Paul Windhausen jr. 1903-1944 | Paul Windhausen jr. 1903-1944 |  |  |  |  |  |  |  |  |  |  |  |  |  |  |  |  |  |  |  |  |  |  |  |  |  |  |
| Paul Windhausen 1892-1945     | Paul Windhausen 1892-1945     | Paul Windhausen 1892-1945     | Paul Windhausen 1892-1945     | Paul Windhausen 1892-1945     | Paul Windhausen 1892-1945     |  |  | Fons Windhausen 1901-1973  | Fons Windhausen 1901-1973  | Fons Windhausen 1901-1973  | Fons Windhausen 1901-1973  | Fons Windhausen 1901-1973           | Fons Windhausen 1901-1973  |  |  |                             |                             |                             |                             |                             |                             |  |  | Paul Windhausen jr. 1903-1944 | Paul Windhausen jr. 1903-1944 | Paul Windhausen jr. 1903-1944 | Paul Windhausen jr. 1903-1944 | Paul Windhausen jr. 1903-1944 | Paul Windhausen jr. 1903-1944 |  |  |  |  |  |  |  |  |  |  |  |  |  |  |  |  |  |  |  |  |  |  |  |  |  |  |
|                               |                               |                               |                               |                               |                               |  |  |                            |                            |                            |                            |                                     |                            |  |  |                             |                             |                             |                             |                             |                             |  |  |                               |                               |                               |                               |                               |                               |  |  |  |  |  |  |  |  |  |  |  |  |  |  |  |  |  |  |  |  |  |  |  |  |  |  |
| Albin Windhausen 1937         | Albin Windhausen 1937         | Albin Windhausen 1937         | Albin Windhausen 1937         | Albin Windhausen 1937         | Albin Windhausen 1937         |  |  | Margriet Windhausen 1942   | Margriet Windhausen 1942   | Margriet Windhausen 1942   | Margriet Windhausen 1942   | Margriet Windhausen 1942            | Margriet Windhausen 1942   |  |  | Ward Windhausen 1949        | Ward Windhausen 1949        | Ward Windhausen 1949        | Ward Windhausen 1949        | Ward Windhausen 1949        | Ward Windhausen 1949        |  |  |                               |                               |                               |                               |                               |                               |  |  |  |  |  |  |  |  |  |  |  |  |  |  |  |  |  |  |  |  |  |  |  |  |  |  |
| Albin Windhausen 1937         | Albin Windhausen 1937         | Albin Windhausen 1937         | Albin Windhausen 1937         | Albin Windhausen 1937         | Albin Windhausen 1937         |  |  | Margriet Windhausen 1942   | Margriet Windhausen 1942   | Margriet Windhausen 1942   | Margriet Windhausen 1942   | Margriet Windhausen 1942            | Margriet Windhausen 1942   |  |  | Ward Windhausen 1949        | Ward Windhausen 1949        | Ward Windhausen 1949        | Ward Windhausen 1949        | Ward Windhausen 1949        | Ward Windhausen 1949        |  |  |                               |                               |                               |                               |                               |                               |  |  |  |  |  |  |  |  |  |  |  |  |  |  |  |  |  |  |  |  |  |  |  |  |  |  |
| Miriam Windhausen             |                               |                               |                               |                               |                               |  |  |                            |                            |                            |                            |                                     |                            |  |  |                             |                             |                             |                             |                             |                             |  |  |                               |                               |                               |                               |                               |                               |  |  |  |  |  |  |  |  |  |  |  |  |  |  |  |  |  |  |  |  |  |  |  |  |  |  |

- Gemeinsame Normdatei: 1062802756
- International Standard Name Identifier: 0000 0004 4409 1506
- Nederlandse Thesaurus van Auteursnamen: 379217724
- RKD-Nederlands Instituut voor Kunstgeschiedenis: 333042
- Virtual International Authority File: 312620704
- WorldCat: E39PBJj8M9MCgFKxHKJvPJ4Xh3